# جانيت غولدنر
جانيت غولدنر هي فنانة تشكيلية أمريكية، عرضت أعمالها على نطاق واسع في أربع قارات. تقضي غولندرعدة أشهر في مالي كل عام وتعيش وتحتفظ باستوديو في مدينة نيويورك. حصلت على العديد من الجوائز والمنح، وعملها في عدة مجموعات.

## العمل
يربط عمل غولدنر الثقافات المتنوعة، ويتناول قضايا العدالة الاجتماعية والهوية. تأثر عملها بالعديد من الرحلات إلى غرب إفريقيا ومالي على وجه الخصوص. أُدرِجَت أعمالها في معرض إفريقيا العالمي في متحف الفن والتصميم، برعاية لوري ستوكس سيمز. تركيبها الأسوار والجيران الذي تم إنشاؤه في جزيرة غوفيرنرز في نيويورك يعالج قضايا الحدود والهجرة 

## الأوسمة والجوائز
في 1994-1995، حصلت غولدنر على زمالة فولبرايت للأبحاث العليا إلى مالي، بالإضافة إلى منح من مؤسسة فورد ولجنة الأمم المتحدة الخاصة لمناهضة الفصل العنصري.

## المجموعات
عمل غولدنر موجود في المجموعات الدائمة للسفارة الأمريكية في مالي، مدينة سيغو، مالي، ومتحف إسليب في لونغ آيلاند، نيويورك. عملها، معظمنا مهاجرون الفن، تركيب النحت على نطاق واسع، موجود في مجموعة متحف إسليب في لونغ آيلاند، نيويورك.